# Hemiarthrus surculus
Hemiarthrus surculus is een pissebed uit de familie Bopyridae. De wetenschappelijke naam van de soort is voor het eerst geldig gepubliceerd in 2004 door Boyko & Williams.